# Horten Futsal 2010-2011
Questa voce raccoglie le informazioni riguardanti l'Horten Futsal nelle competizioni ufficiali della stagione 2010-2011.

## Stagione
L'Horten ha partecipato alla Futsal Eliteserie 2010-2011, terza edizione del massimo campionato norvegese riconosciuto dalla Norges Fotballforbund. La squadra ha chiuso l'annata al 4º posto finale, migliorando l'8º posto della stagione precedente.

## Rosa
| N° | Naz.                | Ruolo | Sportivo           | Anno     |  |  |
| -- | ------------------- | ----- | ------------------ | -------- |  |  |
|    | Norvegia (bandiera) | POR   | Arnfinn Rekdal     |          |  |  |
|    | Norvegia (bandiera) | DIF   | Henrik Arnesen     |          |  |  |
|    | Norvegia (bandiera) | DIF   | Selim Muho         | 08.03.83 |  |  |
|    | Norvegia (bandiera) | UNI   | Kristoffer Silberg | 26.03.85 |  |  |
|    | Norvegia (bandiera) | PIV   | Stian Johnsen      | 01.11.81 |  |  |
|    | Norvegia (bandiera) |       | Christer Andersen  |          |  |  |
|    | Norvegia (bandiera) |       | Rune Larsen        |          |  |  |
|    | Norvegia (bandiera) |       | Andreas Mossestad  |          |  |  |
|    | Norvegia (bandiera) |       | Alen Patros        | 07.02.88 |  |  |
|    | Norvegia (bandiera) |       | Evan Patros        | 04.10.89 |  |  |
|    | Norvegia (bandiera) |       | Kjell André Thu    | 08.07.84 |  |  |

## Risultati

### Eliteserie

#### Girone di andata
| Oslo 26 novembre 2010, ore 18:00 1ª giornata | Kongsvinger | 3 – 2 referto | Horten | KFUM-Hallen\| Arbitro: \| Myklebust \| |
| Arbitro:                                     | Myklebust   |               |        |                                        |

| Oslo 27 novembre 2010, ore 11:45 2ª giornata | Horten    | 3 – 3 referto | Vegakameratene | KFUM-Hallen\| Arbitro: \| Rønningen \| |
| Arbitro:                                     | Rønningen |               |                |                                        |

| Oslo 28 novembre 2010, ore 13:30 3ª giornata | Nidaros   | 2 – 6 referto | Horten | KFUM-Hallen\| Arbitro: \| Myklebust \| |
| Arbitro:                                     | Myklebust |               |        |                                        |

| Øystese 5 dicembre 2010, ore 11:00 4ª giornata | Horten  | 2 – 4 referto | KFUM Oslo | Øystese Idrettshall\| Arbitro: \| Hanssen \| |
| Arbitro:                                       | Hanssen |               |           |                                              |

| Øystese 4 dicembre 2010, ore 18:30 5ª giornata | Fyllingsdalen | 7 – 8 referto | Horten | Øystese Idrettshall\| Arbitro: \| Sjelle \| |
| Arbitro:                                       | Sjelle        |               |        |                                             |

| Horten 20 febbraio 2011, ore 14:00 6ª giornata | Horten | 7 – 7 referto | Sandefjord | Holtanhallen\| Arbitro: \| Sjelle \| |
| Arbitro:                                       | Sjelle |               |            |                                      |

| Fyllingsdalen 8 gennaio 2011, ore 17:15 7ª giornata | Solør          | 2 – 3 referto | Horten | Framohallen A\| Arbitro: \| Steen (Bergen) \| |
| Arbitro:                                            | Steen (Bergen) |               |        |                                               |

| Fyllingsdalen 9 gennaio 2011, ore 14:30 8ª giornata | Horten         | 7 – 9 referto | Holmlia | Framohallen A\| Arbitro: \| Steen (Bergen) \| |
| Arbitro:                                            | Steen (Bergen) |               |         |                                               |

| Fyllingsdalen 8 gennaio 2011, ore 12:00 9ª giornata | Øystese      | 1 – 5 referto | Horten | Framohallen B\| Arbitro: \| Rafiq (Oslo) \| |
| Arbitro:                                            | Rafiq (Oslo) |               |        |                                             |

#### Girone di ritorno
| Oslo 29 gennaio 2011, ore 12:00 10ª giornata | Holmlia   | 2 – 4 referto | Horten | Oppsal Arena 1\| Arbitro: \| Myklebust \| |
| Arbitro:                                     | Myklebust |               |        |                                           |

| Oslo 30 gennaio 2011, ore 14:30 11ª giornata | Horten | 2 – 3 referto | Solør | Oppsal Arena 1\| Arbitro: \| Myhren \| |
| Arbitro:                                     | Myhren |               |       |                                        |

| Oslo 29 gennaio 2011, ore 19:00 12ª giornata | Horten  | 1 – 7 referto | Øystese | Oppsal Arena 1\| Arbitro: \| Hussain \| |
| Arbitro:                                     | Hussain |               |         |                                         |

| Oslo 6 febbraio 2011, ore 15:00 13ª giornata | KFUM Oslo | 3 – 8 referto | Horten | KFUM-Hallen\| Arbitro: \| Myklebust \| |
| Arbitro:                                     | Myklebust |               |        |                                        |

| Sandefjord 12 febbraio 2011, ore 12:45 14ª giornata | Horten | 5 – 3 referto | Fyllingsdalen | Runarhallen\| Arbitro: \| Sjelle \| |
| Arbitro:                                            | Sjelle |               |               |                                     |

| Sandefjord 13 febbraio 2011, ore 16:30 15ª giornata | Sandefjord | 4 – 5 referto | Horten | Runarhallen\| Arbitro: \| Sandberg \| |
| Arbitro:                                            | Sandberg   |               |        |                                       |

| Oslo 26 marzo 2011, ore 11:15 16ª giornata | Vegakameratene | 4 – 3 referto | Horten | Ekeberg Idrettshall C\| Arbitro: \| Egelund \| |
| Arbitro:                                   | Egelund        |               |        |                                                |

| Oslo 26 marzo 2011, ore 16:30 17ª giornata | Horten   | 5 – 7 referto | Nidaros | Ekeberg Idrettshall C\| Arbitro: \| Pedersen \| |
| Arbitro:                                   | Pedersen |               |         |                                                 |

| Oslo 27 marzo 2011, ore 11:15 18ª giornata | Horten    | 5 – 4 referto | Kongsvinger | Ekeberg Idrettshall A\| Arbitro: \| Eidhammer \| |
| Arbitro:                                   | Eidhammer |               |             |                                                  |